# Kyssen (film, 2022)
Kyssen (dansk originaltitel: Kysset) är en dansk romantisk dramafilm från 2022. Filmen är regisserad av Bille August, som också skrivit filmens manus Greg Latter och Stefan Zweig. I en av huvudrollerna ses David Dencik.
Filmen hade biopremiär i Sverige den 29 september 2023, utgiven av Studio S Entertainment.

## Handling
Filmen utspelar sig i Danmark år 1913 och kretsar kring Anton Abildgaard som gör sin utbildning inom kavalleriet. På en bal uppvaktar han baronens dotter Edith. Då Edith är lam blir det pinsamt för henne. Dagen efter återvänder återvänder Abildgaard för att be om ursäkt. Edith förälskar sig men är kärleken besvarad?

## Rollista (i urval)
- Esben Smed
- Clara Rosager
- Lars Mikkelsen
- David Dencik
- Rosalinde Mynster
- Jarl Forsman
- Nicolai Dahl Hamilton
- Mikkel Baden Jensen
- Sara-Marie Maltha
- Lars Phister